# فرانكو كاريرا
فرانكو كاريرا (بالإيطالية: Franco Carrera)‏ (8 نوفمبر 1943 في إيطاليا - ) هو لاعب كرة قدم إيطالي في مركز الوسط. لعب مع نادي بارما ونادي تارانتو 1927 ونادي سبال ونادي فوجيا ونادي كاتانيا ونادي نوفارا ويوفنتوس ونادي بوتنزا وHistory of Valle d'Aosta Calcio ‏.

## وصلات خارجية
- فرانكو كاريرا على موقع قاعدة بيانات كرة القدم.إي يو (الإنجليزية)
- فرانكو كاريرا على موقع عالم كرة القدم.نت (الإنجليزية)